# Rajd Polski 1961
21. Rajd Polski (oficjalnie XXI Raid Polski) był rozgrywany w dniach 3–6 sierpnia 1961 roku. Był on siódmą rundą Rajdowych Mistrzostw Europy  w roku 1961 i zarazem trzecią eliminacją Rajdowych Samochodowych Mistrzostw Polski w roku 1961. Komandorem rajdu był prezes Automobilklubu Krakowskiego Mieczysław Skarbek. Honorowym protektorem zawodów był ówczesny premier Józef Cyrankiewicz.

## Klasyfikacja generalna[2]i ERC[3]
| Miejsce | Kierowca            | Pilot                | Samochód            |
| ------- | ------------------- | -------------------- | ------------------- |
| 1       | Eugen Böhringer     | Rauno Aaltonen       | Mercedes-Benz 220SE |
| 2       | Carl-Magnus Skogh   | Karl Erik Svensson   | Saab 96             |
| 3       | Sobiesław Zasada    | Ewa Zasada           | BMW 700             |
| 4       | Kurt Otto           | Hermann Hanf         | Wartburg 311        |
| 5       | Mieczysław Sochacki | Czesław Kozłowski    | NSU Prinz           |
| 6       | Wilhelm Heckel      | Joachim Münchow      | Porsche 356 1600    |
| 7       | Günther Rüttinger   | Paul Thiel           | Wartburg 311        |
| 8       | Gunnar Andersson    | Walter Karlsson      | Volvo PV544         |
| 9       | Grzegorz Timoszek   | Krzysztof Komornicki | Simca Aronde        |
| 10      | Werner Jäger        | Erich Müller         | Wartburg 311        |

## Wyniki końcoweRSMP[4]
| Miejsce | Kierowca            | Pilot                | Samochód                | Klasa      |
| ------- | ------------------- | -------------------- | ----------------------- | ---------- |
| 1       | Sobiesław Zasada    | Ewa Zasada           | BMW 700 Sport           | A IV       |
| 2       | Mieczysław Sochacki | Czesław Kozłowski    | NSU Prinz Sport         | A II-III   |
| 3       | Grzegorz Timoszek   | Krzysztof Komornicki | Simca Aronde P60        | A VII-VIII |
| 4       | Andrzej Zieliński   | Marek Wachowski      | Mercedes-Benz 220       | A X-XIII   |
| 5       | Andrzej Żymirski    | Jerzy Zaczeniuk      | DKW Junior              | A V        |
| 6       | Henryk Frąckowiak   | Antoni Kuczora       | Volkswagen Karmann Ghia | A VII-VIII |
| 7       | Bogusław Osowiecki  | Stefan Munchberg     | Simca Aronde P60        | A VII-VIII |
| 8       | Barbara Wojtowicz   | Julita Wędrychowska  | FSO Syrena 101          | A V        |
| 9       | Stefan Dobrzyński   | Eugeniusz Ćwikliński | Moskwicz 407            | A IX       |
| 10      | Jerzy Dobrzański    | Andrzej Łobodziński  | BMW 700 Sport           | A IV       |